# 黎仁宗
黎仁宗（れいじんそう、レ・ニャントン、ベトナム語：Lê Nhân Tông / 黎仁宗）は、後黎朝大越初期の第3代皇帝（在位：1443年 - 1459年）。名は黎 邦基（れい ほうき、ベトナム語：Lê Bang Cơ / 黎邦基）または黎 濬（れい しゅん、レ・トゥアン、ベトナム語：Lê Tuấn / 黎濬）、黎 基隆（れい きりゅう、ベトナム語：Lê Cơ Long / 黎基隆）とも。

## 生涯
太宗の三男として生まれた。大宝3年6月6日（1442年7月13日）に立太子された。8月4日（9月7日）に父帝が急死すると8月12日（9月15日）にわずか2歳で即位し、翌年に大和（太和とも）と改元した。幼少であったため、母の宣慈太后阮氏英が摂政した。2度にわたるチャンパの侵攻を撃退し、大和4年（1446年）には黎可や黎克復に反攻を命じてチャンパの王都ヴィジャヤを攻略し（チャンパ＝大越戦争 (1446年)）、国王マハー・ヴィジャヤを生け捕りにして昇龍に連行した。宣慈太后の施政により国内は比較的安定し、大和7年（1449年）に田産章十四条を制定した。しかし太后は讒言を信じて大和9年（1451年）に功臣の黎可や黎克復らを殺し、大臣の憤激を引き起こした。
大和11年11月21日（1453年12月20日）、宣慈太后に代わって13歳で親政を開始した。延寧2年（1455年）、潘孚先に国史の編纂を命じ、『大越史記続編』を完成させた。また百官の俸禄と王侯の封地の法を改めた。
延寧6年（1459年）、長兄の諒山王黎宜民によって宣慈太后もろとも殺害された。

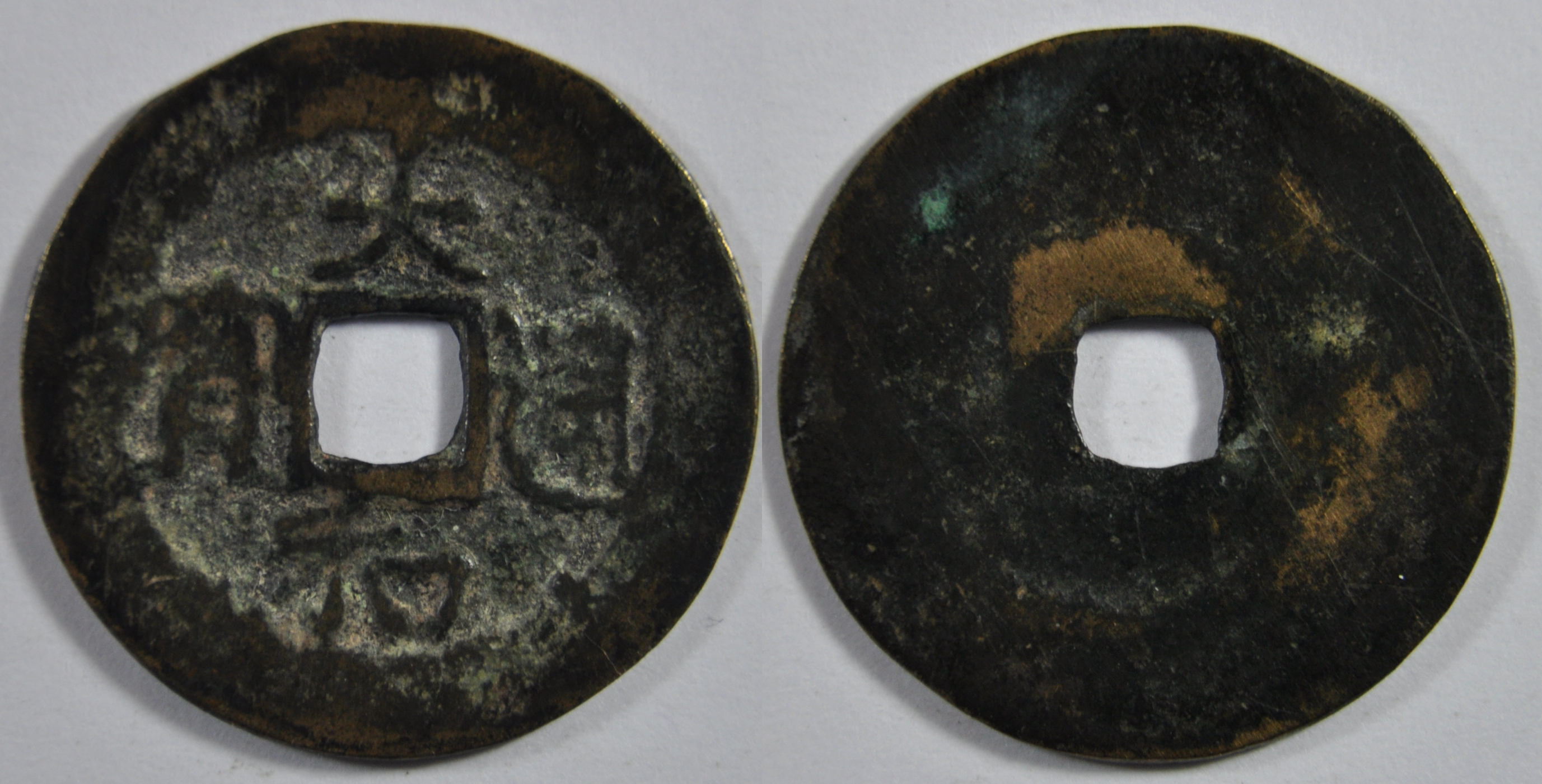
大和年間に鋳造された大和通宝
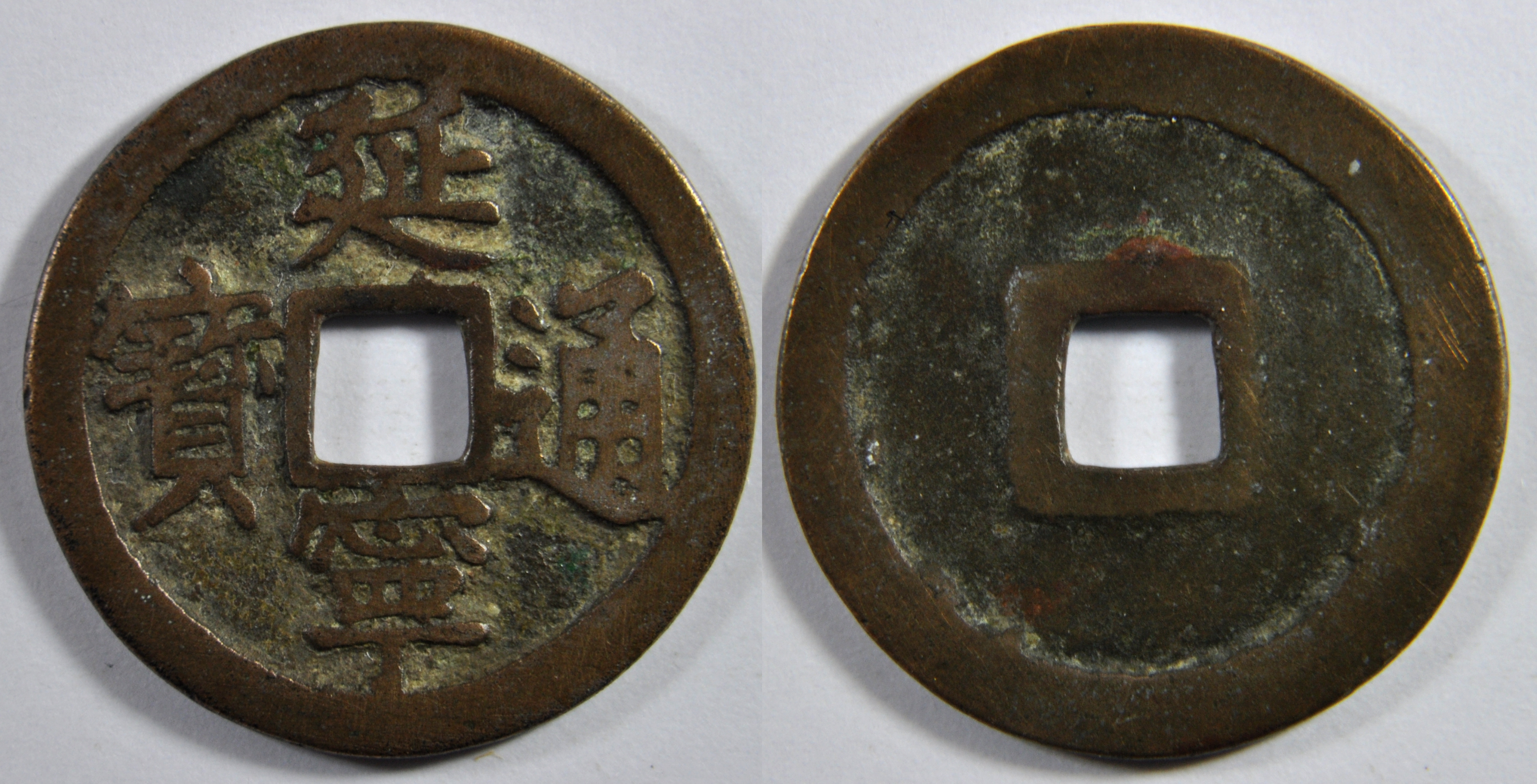
延寧年間に鋳造された延寧通宝

## 関連作品
映画
- ソード・オブ・アサシン（2012年、ベトナム）